# 洋溪村
洋溪凟，又稱洋溪村，是一個太湖边的自然小村镇，出产的洋溪百合和洋溪萝卜久负盛名。每天上午的农贸集市设在村西具有双向四车道的湖滨公路旁。
洋溪村由溪南村和溪北村组成，溪南村居民以莊姓、王姓、吳姓为主；溪北村现在有居民近千人，以陈姓和欧姓為主。近几年由于村镇合并，现在行政意义上的洋溪村包括溪北村、旧凟和张家圩两个自然村，溪南村则与准凟村合并為中新村。洋溪村位於太湖西濱，屬於江蘇宜興市周鐵鎮。